# 入道埼灯台
入道埼灯台（にゅうどうさきとうだい）は、日本の灯台。秋田県男鹿市の男鹿半島北端に位置する。入道崎の突端に立つ白と黒の二色の大型灯台。
北緯40度線上の灯台として太平洋側の岩手県普代村にある陸中黒埼灯台と対をなす。
男鹿国定公園内にあり、日本海を臨む景勝地で、海に沈む夕日の美しいことでも知られ日本の灯台50選にも選ばれている。同所には経度、緯度を記した石塔（写真左の黒の石碑）がある。

## 歴史
- 1898年（明治31年）11月8日 - 設置、初点灯[1]。当初は白色塔形（六角形）の鉄造灯台で、灯塔の高さは 24.4 m 、石油四重芯灯だった。
- 1914年（大正3年）7月4日 - 乙式石油蒸発白熱灯に改良[2]。
- 1938年（昭和13年）
  - 3月25日 - 燈器改良工事のため仮燈に変更[3][4]。
  - 5月7日 - 工事完成し、本燈使用開始[5][6]。商用電力利用となり、1500 W の電球を光源とする。
- 1950年（昭和25年）7月20日 - 消灯し仮灯点灯[7]。
- 1951年（昭和26年）
  - 6月8日 - 改築されて、現在（2代目）のコンクリート造の灯塔となる[8]。
  - 11月1日 - 暴風標識信号所設置[9]。
- 1972年（昭和47年）5月 - 無人化。
- 1973年（昭和48年） - 対岸の無人島・水島に照射灯を設置。
- 1992年（平成4年）9月30日 - 中波無線標識局廃止。
- 1998年（平成10年） - 初点灯から100年を迎えたことを記念して展示資料室が出来る。
- 2007年（平成19年）4月10日 - 無線方位信号所（レーマークビーコン）廃止[10]。
- 2016年（平成28年）9月30日 - 灯台放送（船舶気象通報）を廃止[11]
- 2023年（令和5年）11月4日 - 日本財団の「海と灯台プロジェクト」の一環で、「入道埼灯台フェスティバル」が開催[12]。

## 一般公開
一般公開（有料大人300円、小人無料）されている参観灯台で、上まで登ることができるが、11月中旬 - 3月は休止する。

## 灯台資料展示室
灯台資料展示室も併設されているが、これは同灯台が1998年（平成10年）に、初点灯から100年を迎えたのを記念して建設されたもので、灯台に関する貴重な資料や大型灯台レンズなどが展示されている。

## ギャラリー

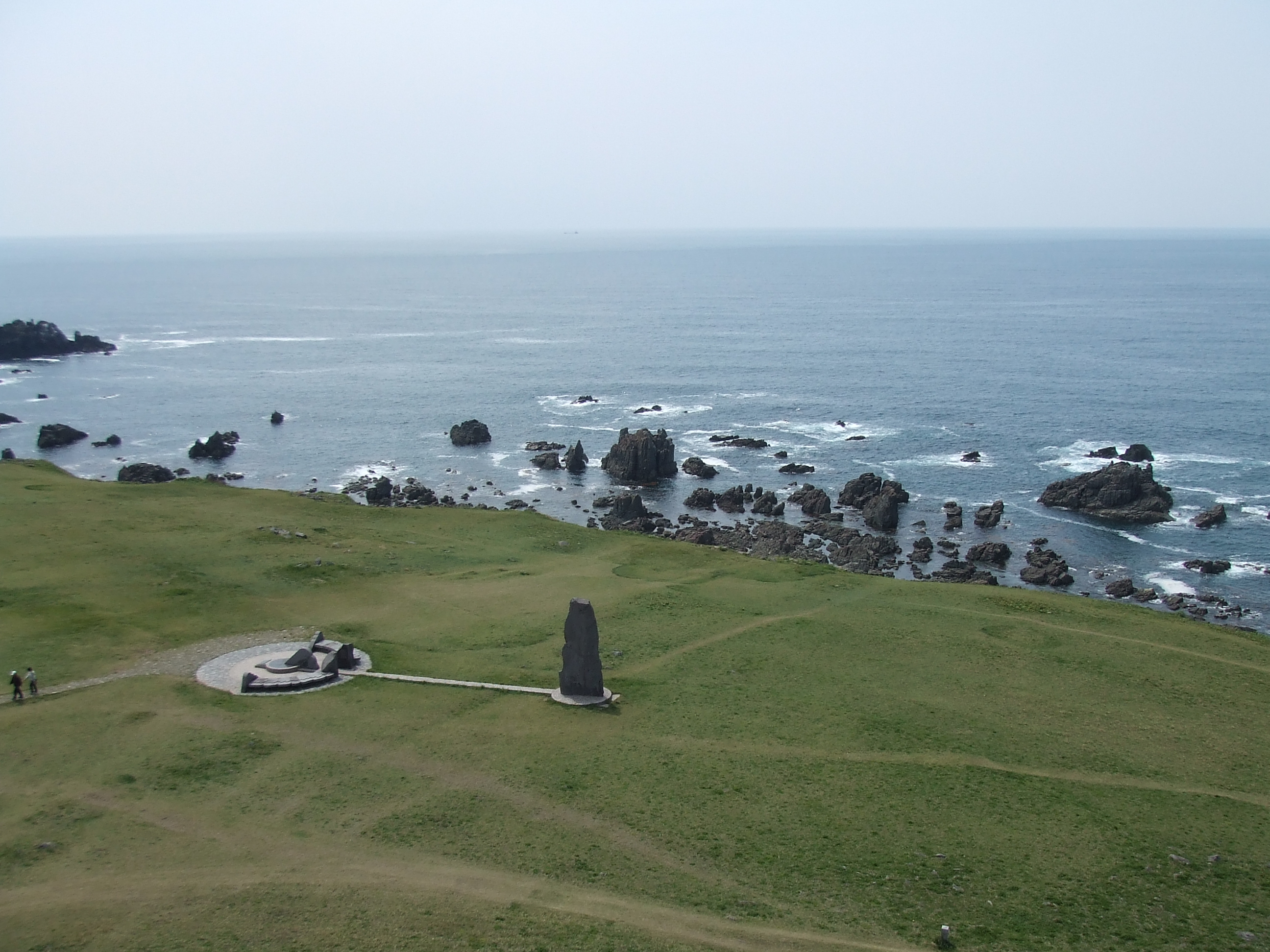
入道埼灯台からの眺望（2008年5月）